# Aretos (Sohn des Priamos)
Aretos (altgriechisch Ἄρητος Árētos) ist in der griechischen Mythologie ein Sohn des trojanischen Königs Priamos.
In Homers Ilias kämpft er im Trojanischen Krieg gegen die Achaier, wobei er von einem ledernen Schild geschützt wird. Er will gemeinsam mit Hektor Achilleus’ Rosse entführen, doch der Speer des Automedon durchdringt seinen Schild und den darunterliegenden Gürtel mühelos. Aretos muss von seinen Kampfgenossen wegen der Stärke der Gegner auf dem Schlachtfeld zurückgelassen werden, woraufhin er stirbt. Seine Waffen nimmt Automedon an sich. In der Bibliotheke des Apollodor und bei Hyginus Mythographus wird er in Katalogen der Kinder des Priamos genannt, deren Mutter nicht namentlich bekannt sind. Bei Dictys Cretensis stirbt Aretos gemeinsam mit seinem Bruder Echemon durch die Hand des Odysseus.